# Coupe de Belgique féminine de football 2012-2013
Navigation
Édition précédente Édition suivante
La Coupe de Belgique de football féminin 2012-2013 est la 37e édition de la compétition. La finale se joue le lundi 1er avril 2011 au Stade Edmond Leburton à Tubize. Elle oppose Waasland Beveren-Sinaai Girls, (6e finale) au RSC Anderlecht, (15e finale). Le RSC Anderlecht enlève sa 10e Coupe de Belgique, record en Belgique.

## Calendrier de la compétition
| 1                                                             | Premier tour        | 18 août 2012                    |
| (7 équipes sont directement qualifiées pour le deuxième tour) |                     |                                 |
| 2                                                             | Deuxième tour       | 25 août 2012                    |
| 3                                                             | Seizièmes de finale | 1er novembre 2012               |
| (les 8 équipes de la BeNe League entrent en lice)             |                     |                                 |
| 4                                                             | Huitièmes de finale | 1er décembre 2012               |
| 5                                                             | Quarts de finale    | 5 janvier 2013, 19 janvier 2013 |
| (les rencontres se jouent en aller-retour)                    |                     |                                 |
| 6                                                             | Demi-finales        | 16 février 2013, 13 mars 2013   |
| (les rencontres se jouent en aller-retour)                    |                     |                                 |
| 7                                                             | Finale              | 1er avril 2013                  |

## 1ertour
Le 1er tour se joue le samedi 18 août 2012. Les matchs se jouent en une manche. 
| Équipe 1                        | Score         | Équipe 2                 |
| Cerkelladies Bruges             | 5 - 2         | SK Zingem                |
| DV Tongres                      | 17 - 0        | RES Vaux                 |
| VKZ Hamme-Zogge                 | 0 - 13        | ASC Havinnes             |
| FC Fémina Braine                | 2 - 0         | KFC Merelbeke            |
| Waasland Beveren-Sinaai Girls B | 2 - 0         | KSOC Maria-ter-Heide     |
| Atlas Linter                    | 3 - 0         | Wolfsdonk Sport          |
| KVE Drongen                     | 4 - 2         | RJ Arlonaise             |
| K Bokrijk Sport                 | 0 - 10        | Beerschot AC Dames B     |
| Hoogstraten VV                  | 1 - 2         | RC Lebbeke               |
| YRKV Malines                    | 1 - 0         | AA Gand Ladies B         |
| RAS Nimy-Maisières              | 6 - 2         | KSV Roulers              |
| KFC Hamont 99                   | 5 - 2         | KSKV Zwevezele           |
| KSK Beveren                     | 8 - 1         | Étoile Rouge de Belgrade |
| Club Bruges KV B                | 5 - 0 forfait | K.Overpeltse VV          |
| DV Lot                          | 3 - 3 tab:4-3 | K Boechoutse VV          |

Sont directement qualifiés pour le 2e tour: USF Montroeul-Dergneau, RUA Plombières, SV Zulte Waregem C, Fémina Sport de Charleroi, US Saint-Remy, RES Gesvoise, ESF Gerpinnes

## 2etour
Le 2e tour se joue le samedi 25 août 2012. Les matchs se jouent en une manche. 
| Équipe 1                        | Score           | Équipe 2                      |
| RAS Nimy-Maisières              | 0 - 11          | Lierse SK B                   |
| FCF White Star Woluwé           | 17 - 1          | KFC Hamont 99                 |
| KSK Heist                       | 4 - 0           | YRKV Malines                  |
| VC Moldavo                      | 2 - 2 tab:5-4   | SV Zulte Waregem C            |
| Cerkelladies Bruges             | 1 - 1 tab:1-3   | AA Gand Ladies                |
| RUA Plombières                  | 1 - 5           | Waasland Beveren-Sinaai Girls |
| USF Montroeul-Dergneau          | 0 - 5 forfait   | K Achterbroek VV              |
| DV Lanaken                      | 9 - 2           | ASC Havinnes                  |
| RES Gesvoise                    | 0 - 10          | KFC Rapide Wezemaal           |
| Fémina Sport de Charleroi       | 0 - 5           | VC Dames Eendracht Alost      |
| FC Fémina Braine                | 0 - 0 tab:13-14 | DV Famkes Merkem              |
| Waasland Beveren-Sinaai Girls B | 0 - 1           | Oud-Heverlee Louvain B        |
| Eendracht Louwel                | 7 - 2           | KVE Drongen                   |
| SV Zulte Waregem B              | 4 - 0           | SK Staden                     |
| RSC Anderlecht B                | 9 - 1           | RC Lebbeke                    |
| US Saint-Remy                   | 2 - 1           | Saint-Trond VV B              |
| DV Tongres                      | 1 - 2           | Dames VK Egem                 |
| Beerschot AC Dames B            | 4 - 0           | Lommel United WS              |
| K.Massenhoven VC                | 4 - 0           | ASE de Chastre                |
| Club Bruges KV B                | 1 - 2           | RAEC Mons                     |
| KSK Beveren                     | 1 - 5           | DV Zonhoven                   |
| Standard de Liège B             | 11 - 0          | DV Lot                        |
| Atlas Linter                    | 2 - 3           | Wallonia Club Sibret          |

## Seizièmes de finale
Les seizièmes de finale se joue les mardi 30 octobre 2012, mercredi 31 octobre 2012, jeudi 1er novembre 2012 et mercredi 7 novembre 2012. Les matchs se jouent en une manche. 
| Équipe 1               | Score         | Équipe 2                      |
| SV Zulte Waregem B     | 0 - 5         | RSC Anderlecht                |
| Club Bruges KV         | 5 - 0 forfait | K Achterbroek VV              |
| DV Lanaken             | 2 - 3         | Oud-Heverlee Louvain          |
| K Massenhoven VC       | 0 - 0 tab:3-1 | AA Gand Ladies                |
| Lierse SK B            | 0 - 0 tab:3-5 | DV Zonhoven                   |
| DV Famkes Merkem       | 3 - 0         | KFC Rapide Wezemaal           |
| RSC Anderlecht B       | 0 - 2         | Beerschot AC Dames            |
| KSK Heist              | 3 - 2         | FCF White Star Woluwé         |
| DVC Eva's Tirlemont    | 3 - 1         | Eendracht Louwel              |
| Standard de Liège B    | 0 - 5         | Lierse SK                     |
| US Saint-Rémy          | 0 - 9         | Standard de Liège             |
| VC Moldavo             | 3 - 1         | Dames VK Egem                 |
| Oud-Heverlee Louvain B | 1 - 4         | VC Dames Eendracht Alost      |
| Wallonia Club Sibret   | 2 - 5         | Waasland Beveren-Sinaai Girls |
| Saint-Trond VV         | 7 - 1         | RAEC Mons                     |
| Beerschot AC Dames B   | 2 - 4         | SV Zulte Waregem              |

## Huitièmes de finale
Les huitièmes de finale se joue le samedi 1er décembre 2012. Les matchs se jouent en une manche.
| Équipe 1                      | Score | Équipe 2                 |
| Club Bruges KV                | 7 - 1 | VC Dames Eendracht Alost |
| VC Moldavo                    | 1 - 5 | K.Massenhoven VC         |
| Beerschot AC Dames            | 1 - 0 | DVC Eva's Tirlemont      |
| Oud-Heverlee Louvain          | 0 - 3 | Standard de Liège        |
| Saint-Trond VV                | 9 - 0 | DV Zonhoven              |
| DV Famkes Merkem              | 3 - 0 | KFC Rapide Wezemaal      |
| RSC Anderlecht B              | 0 - 2 | Beerschot AC Dames       |
| RSC Anderlecht                | 8 - 1 | KSK Heist                |
| Waasland Beveren-Sinaai Girls | 3 - 1 | DV Famkes Merkem         |
| Lierse SK                     | 0 - 2 | SV Zulte Waregem         |

## Quarts de finale
Les quarts de finale se jouent en aller-retour. Les rencontres se jouent le samedi 5 janvier 2013 pour l'aller, le samedi 19 janvier 2013 pour le retour.
| Équipe 1                      | Score  | Équipe 2         | Aller | Retour              |
| Beerschot AC Dames            | 4 - 4  | RSC Anderlecht   | 3 - 2 | 1 - 2               |
| Waasland Beveren-Sinaai Girls | 6 - 1  | SV Zulte Waregem | 1 - 1 | 1 - 2 (5-0 forfait) |
| Standard de Liège             | 12 - 0 | K.Massenhoven VC | 6 - 0 | 6 - 0               |
| Club Bruges KV                | 1 - 1  | Saint-Trond VV   | 0 - 0 | 1 - 1               |

## Demi-finales
Les demi-finales se jouent en aller-retour. Les rencontres se jouent le mardi 26 février 2013 pour l'aller, le mercredi 13 mars 2013 pour le retour.
| Équipe 1                      | Score | Équipe 2       | Aller | Retour |
| Standard de Liège             | 2 - 4 | RSC Anderlecht | 0 - 2 | 2 - 2  |
| Waasland Beveren-Sinaai Girls | 4 - 3 | Club Bruges KV | 2 - 1 | 2 - 2  |

## Finale
| Équipes                       | Waasland Beveren-Sinaai Girls-RSC Anderlecht |
| Score                         | 0 - 3 (après prolongations) |
| Date                          | 1er avril 2013 |
| Stade                         | Stade Edmond Leburton, Tubize |
| Arbitre                       | Leen Martens |
| Assistants-arbitre            | Ella De Vries, Stephanie Forde, Lois Otte |
| Waasland Beveren-Sinaai Girls | Anke Langeraert, Wiene Van Guyse, Anouk Bonnarens, Stéphanie Ehlen, Lien Thoen, Natalie Vanderstappen (67e Sofie Van Troyen), Liselot Praet (106e Kirsten Van Dessel), Katrijn Windey, Tina Van der Auwera, Marjolein De Donder (74e Elke Van Driessche), Charlotte Van Wynsberghe. Entraîneur : Jürgen De Bondt |
| RSC Anderlecht                | Diede Lemey, Annelies Van Loock, Laurence Marchal, Laura De Neve, Cynthia Browaeys (112e Anke Vanhooren), Sophie Mannaert (116e Taika De Koker), Anne Puttemans (107e Stéphanie Suenens), Laura Deloose, Julie Van Gysel, Tessa Wullaert, Stéphanie Van Gils. Entraîneur : Filip De Winne                        |
| Buts                          | 103e Anne Puttemans, 105e Sophie Mannaert, 115e Stéphanie Van Gils |
| Cartes jaunes                 | Laurence Marchal, Katrijn Windey, Anne Puttemans |
| Carte rouge                   | 70e Katrijn Windey (2 jaunes) |